# Konec srandy
Konec srandy je šesté studiové album české rockové skupiny Katapult, které vyšlo v roce 1999 u vydavatelství Monitor-EMI. Jedná se o jediné studiové album na kterém se podílel bubeník Michal Šindelář. Křest a prezentace alba proběhla v pražském Lucerna Music Baru.

## Seznam skladeb
| Pořadí | Název                   | Autor          | Délka |
| ------ | ----------------------- | -------------- | ----- |
| 1.     | Pořádnej beat           | (Říha/Říha)    | 4:13  |
| 2.     | Hej ty…                 | (Říha/Říha)    | 3:52  |
| 3.     | S tebou nebo bez tebe   | (Říha/Vukovič) | 3:59  |
| 4.     | Tak silná je moje láska | (Říha/Říha)    | 4:22  |
| 5.     | Poslední osmá           | (Říha/Vukovič) | 3:48  |
| 6.     | Zrcadlení (akustická)   | (Říha/Edl)     | 3:28  |
| 7.     | Motorová myš            | (Říha/Říha)    | 3:46  |
| 8.     | Existenční blues        | (Říha/Vukovič) | 4:56  |
| 9.     | Všechno dobře dopadne   | (Říha/Fanánek) | 4:33  |
| 10.    | Konec srandy            | (Říha/Říha)    | 2:48  |
| 11.    | Zrcadlení (elektrická)  | (Říha/Edl)     | 3:52  |

## Obsazení
Katapult
- Oldřich Říha – kytara, zpěv
- Jiří Šindelář – baskytara, zpěv
- Michal Šindelář – bicí